# جوهانس كريستين بيارناسون
جوهانس كريستين بيارناسون هو لاعب كرة قدم آيسلندي، ولد في 24 فبراير 2005 في بليموث في المملكة المتحدة.

## وصلات خارجية
- جوهانس كريستين بيارناسون على موقع الاتحاد الأوربي (الإنجليزية)
- جوهانس كريستين بيارناسون على موقع قاعدة بيانات كرة القدم.إي يو (الإنجليزية)
- جوهانس كريستين بيارناسون على موقع Soccerway.com (الإنجليزية)